# V Empire (or Dark Faerytales in Phallustein)
Albums de Cradle of Filth
The Principle of Evil Made Flesh
(1994) Dusk... and Her Embrace
(1996)
V Empire (or Dark Faerytales in Phallustein) est un album EP de Cradle of Filth sorti en 1996 chez Cacophonous Records. Cet EP fut enregistré durant l'hiver 1995/1996.

## Contexte
Le groupe a sorti deux ans plus tôt le très death The Principle Of Evil Made Flesh, première sortie de l'écurie Cacophonous chez qui Cradle Of Filth commence à se sentir à l'étroit. Le label, qui héberge encore du lourd (Bal Sagoth, Dimmu Borgir), engendre des tensions à la suite d'une mauvaise gestion de ses groupes. De plus, la maison de disques tenue par un Français s'obstine à ne pas verser un sou de royalties sur les ventes de The Principle Of Evil Made Flesh. Cradle of Filth veut quitter Cacophonous Records (et ils s'en iront chez Music For Nations) mais pour cela le groupe a besoin de sceller son contrat d'une ultime livraison (dont il cédera les droits pour recouvrer sa liberté au terme d'une interminable procédure légale). D'où ce mini enregistré vite fait...

## Musique
Cet album montre l'énorme progression du groupe depuis The Principle of Evil Made Flesh, la maitrise est parfaite, le son est bien meilleur, les claviers sont encore plus percutants. La reprise de "The forest whispers my name", disponible sur le premier album est un excellent moyen d'apprécier les progrès du groupe. 
Le groupe impose sa patte, ce "gothic black" inspiré par les films de la Hammer. L'influence death metal est beaucoup moins présente. L'auditeur se retrouve aspiré dans un monde fantasmagorique peuplé de vampires assoiffées et roulées comme des mannequins en chaleur. Un monde cauchemardesque fait de hurlements stridents et de mélodies blastées sur fonds d'orgue malfaisant. V Empire est un assaut mélancolique d'une férocité absolue, véritable main de fer dans un gant de velours. Cradle Of Filth y enchaîne les parties mélodiques et les attaques en règle du cortex de ce pauvre auditeur peu habitué à un tel étalage de violence, surtout au niveau de la voix de Dani Filth, passant de l'ultra-aigu au très grave. L'album, bien que court - on parle même souvent d'un mini-CD ici, 36 minutes, enchaine les ambiances, le tout accentué par des passages de vocaux féminins, "Queen of winter, throned" en est l'exemple type. Le style de Cradle of filth se met vraiment en place ici et annonce leur succès futur notamment avec Dusk... and Her Embrace. 

## Liste des titres[1]
| 1.    | Ebony Dressed for Sunset                           |               | 02:49 |
| 2.    | The Forest Whispers My Name (version réenregistré) | mars 1993     | 04:40 |
| 3.    | Queen of Winter, Throned                           | décembre 1994 | 10:27 |
| 4.    | Nocturnal Supremacy                                | juin 1994     | 05:53 |
| 5.    | She Mourns a Lengthening Shadow                    |               | 03:42 |
| 6.    | The Rape and Ruin of Angels (Hosannas in Extremis) | mai 1995      | 08:52 |
| 36:23 |                                                    |               |       |

## Crédit
La moitié du groupe a été remplacée pour l'enregistrement de cet EP par rapport au précédent opus (Stuart Anstis remplace Paul Allender et Paul Ryan à la guitare, Damien Gregori remplace Benjamin Ryan aux claviers. V Empire est le premier enregistrement où apparaît la vocaliste Sarah Jezebel Deva. "Jared Demeter", le second guitariste crédité sur le booklet est un personnage fictif, le groupe désirant apparaître comme un octet.
- Dani Filth (Sepulchral Voice) - Chant
- Stuart Anstis (Flesh Upon The Razor Wire) - Guitare 1
- Jared Demeter (Funeral Dirge) - Guitare 2
- Robin Eaglestone (Nocturnal Pulse) - Basse
- Nicholas Barker (Impaler Troop Movement) - Batterie
- Damien Gregori (Poenarian Fugue And Choir) - Clavier
- Danielle Cneajna Cottington (Seducer Of Ravens And Angels) - Chant/Chœurs
- Sarah Jezebel Deva (Dulcet Ghostly Song) - Chant/Chœurs